# Abrus wuyiensis
Abrus wuyiensis är en insektsart som beskrevs av Dai och Zhang 2002. Abrus wuyiensis ingår i släktet Abrus och familjen dvärgstritar. Inga underarter finns listade i Catalogue of Life.